# Russula roseoaurantia
Russula roseoaurantia är en svampart som tillhör divisionen basidiesvampar, och som beskrevs av Mauro Sarnari. Russula roseoaurantia ingår i släktet kremlor, och familjen kremlor och riskor. Arten har ej påträffats i Sverige.